# Eustakio Mendizabal Benito
Eustakio Mendizabal Benito   (Itsasondo, 9 d'octubre de 1944 - Algorta, 19 d'abril de 1973) fou un poeta i lluitador antifranquista basc, cap del front militar d'ETA.

## Biografia

### Primers anys
Fill de Joxe Mendizabal i Arantza Benito, família humil de treballadors amb quatre fills. El pare havia estat militant nacionalista i havia estat empresonat després de la guerra civil espanyola.
Quan tenia deu anys fou enviat amb tres dels seus germans a estudiar al monestir benedictí de Lazkao. Durant la seva estada al monestir va aprendre a llegir i escriure en basc, i s'afeccionà a llegir clàssics bascs. Entre les seves lectures hi havia el Che Guevara, von Clausewitz, els poemes d'Orixe, les cançons d'Auspoa i les tàctiques de Zumalacàrregui.
El 1966, gairebé a punt d'acabar els estudis de teologia i ordenar-se sacerdot, va demanar un any de permís al convent. Va trobar feina a la fàbrica de transports PESA de Beasain i estudià magisteri alhora que impartia classes d'euskera a Itsasondo.

### Militància a ETA
De manera significativa des del convent va demostrar el seu compromís amb les classes de llengua, i a l'escola va crear algunes activitats socials, culturals i va participar en les manifestacions contra la bandera a la torre de Lazkao, després de la missa per la mort de Txabi Etxebarrieta. Fou tancat uns mesos a la presó de Martutene per negar-se a pagar les multes. A la presó, va ser professor d'euskera. Un cop fora, es va traslladar a Bilbao i va treballar a la Companyia Naval Francoespanyola.
L'agost de 1968, després de la detenció d'un company, la policia anà a buscar-lo, raó per la qual es va aixoplugar al monestir benedictí de Nuestra Señora de Estíbaliz, i poc després marxà cap a Iparralde. Allí va demanar aixopluc a l'abadia de Nostra Senyora de Belloc (Ahurti), fins que es va establir a Baiona amb altres refugiats. Allí va conèixer Anabel Zubikarai, d'Ondarroa, amb la qual va tenir dos fills. No es va casar ni va batejar els seus fills, cosa que suposà una ruptura amb la tradició nacionalista basca de la preguerra. Es va integrar a ETA i va viure a Garrüze i a Donapaleu.
La policia francesa el va arrestar dues vegades portant armes a ambdós costats de la frontera. Fou empresonat a Pau (Occitània) i després confinat a Poitiers. Poc després va fugir i va participar en la vaga de fam de la catedral de Baiona. En el segon semestre de 1971, després de l'escissió de les assemblees V i VI d'ETA, Eustakio quedà com a cap del front militar de la V Assemblea en substitució de Juanjo Etxabe. Considerat un líder carismàtic, se li atribueix la reorganització de l'aparell militar. Va establir el seu teatre d'operacions a l'àrea entre Tolosa i Irun i va intervenir en les principals accions d'ETA a començaments de la dècada de 1970, com el segrest del cònsol Eugene Beihl i els segrests dels industrials Zabala i Felipe Huarte, així com diverses accions contra oficines del Sindicat Vertical a Plentzia, atracaments a Pasaia i Orbegozo, i el robatori de tres tones de dinamita del polvorí d'Hernani el 1972. En aquesta última acció va fer una escapada d'Hernani a Urnieta per carretera fins a Zumarraga, on després d'enfrontar-se a trets a un gran nombre de policies va desaparèixer sense deixar rastre. Això el va convertir en una llegenda al País Basc. Quan preparava alguna acció sempre s'assegurava la possibilitat de fugida a través de la forest.

### Mort el dijous sant a Algorta
Mentre es preparava el que anava a ser el segrest de Luis Carrero Blanco, decidí reunir-se amb altres militants alliberats als locals d'Altos Hornos de Vizcaya. El 19 d'abril de 1973 arribava en tren a l'estació d'Algorta, on l'esperava a l'andana José Manuel Pagoaga Gallastegui Peixoto. Quan arribaren a Errekalde s'adonaren que els seguia la policia i escaparen a trets. Els policies decidiren seguir Txikia, qui tot i rebre un tret a les natges, va continuar corrents. Tanmateix, va rebre un tret quan intentava pujar a un cotxe. Fou emmanillat i va morir quan el portaven a l'Hospital de Basurto.
La seva mort provocà una gran consternació entre l'esquerra abertzale. Es produïren greus incidents en la celebració de l'Aberri Eguna d'Itsasondo de 1973 i el pare Piarres Lartzabal va fer una missa en honor seu a l'església de Ziburu. El grup que va dur a terme l'assassinat de Carrero Blanco es va autoanomenar Comando Txikia en honor seu. El 1975 ETA pm va matar a Getxo l'inspector de policia Ramón Morán González, autor del tret que provocà la mort de Txikia.

## Obres
- Hitz etena - Txikiaren olerkiak (Breu pausa. Poemes de Txikia, 1992): Edició de Jon Arano